# Ганс-Гюнтер Ланге
Ганс-Гюнтер Ланге (нім. Hans-Günther Lange; 28 вересня 1916, Ганновер — 3 квітня 2014, Кіль) — німецький офіцер-підводник, капітан-лейтенант крігсмаріне, фрегаттен-капітан бундесмаріне. Кавалер Лицарського хреста Залізного хреста з Дубовим листям.

## Біографія
3 квітня 1937 року вступив на флот. Служив на міноносці «Ягуар». 1 вересня 1941 року переведений в підводний флот і був призначений 1-м вахтовим офіцером підводного човна U-431. В грудні 1941 року вийшов у свій перший похід. В липні 1942 року переведений в 24-у флотилію підводних човнів. З 26 вересня 1942 року — командир підводного човна U-711, на якому здійснив 12 походів (провівши в морі в цілому 304 дні). Основною зоною дій U-711 були води Арктики, де Ланге діяв проти союзницьких конвоїв. Восени 1943 року діяв в складі групи підводних човнів «Вікінг», в березні-квітні 1944 року — групи «Бліц», в квітні-травні 1944 року — групи «Кіль». Тричі обстрілював з палубної гармати невеликі радянські радіостанції, розташовані на острівцях Баренцевого моря (Правди, Благополуччя, Стерлігова). 23 серпня 1944 року торпедував радянський лінкор «Архангельськ» і радянський есмінець «Зоркий». 21 вересня 1944 року в складі групи «Гриф» взяв участь в нападі на радянський конвой VD-1 (4 транспорти, 5 тральщиків, 2 есмінці). У березні-квітня 1945 брав участь в нападі на конвої JW-65 і JW-66. 4 травня 1945 року біля західного берегу Норвегії (68°43′ пн. ш. 16°34′ сх. д.) бомбами бомбардувальника «Евенджер» з ескортного авіаносця ВМС Великої Британії «Трампітер». 40 членів екіпажу загинули, 12 (включаючи Ланге) були врятовані і взяті в полон. 
Всього за час бойових дій потопив 2 кораблі загальною водотоннажністю 935 тонн і пошкодив 1 корабель (20 тонн).
| Дата            | Назва корабля       | Тип                  | Тоннаж | Вантаж           | Екіпаж | Загинули | Країна             | Конвой |
| --------------- | ------------------- | -------------------- | ------ | ---------------- | ------ | -------- | ------------------ | ------ |
| 13 квітня 1944  | Solvoll             | Рибальський катер    | 10     | Баласт (каміння) | 8      | 0        | Норвегія           |        |
| 17 лютого 1945  | HMS Bluebell (K80)  | Корвет типу «Флавер» | 925    |                  | 91     | 1        | Британська імперія | RA-64  |
| 22 березня 1945 | ВПС-5 (пошкоджений) | Патрульний катер     | 20     |                  | ?      | ?        | СРСР               |        |

У серпні 1945 року звільнений. 1 жовтня 1957 року вступив в бундесмаріне; брав участь в розробці нових видів підводних човнів, командував 1-ю підводного ескадрою. З січня 1964 року — командувач підводним флотом, потім займав високі штабні посади. 30 вересня 1972 року вийшов у відставку.

## Звання
- Кандидат в офіцери (3 квітня 1937)
- Морський кадет (21 вересня 1937)
- Фенріх-цур-зее (1 травня 1938)
- Оберфенріх-цур-зее (1 липня 1939)
- Лейтенант-цур-зее (1 серпня 1939)
- Оберлейтенант-цур-зее (1 вересня 1941)
- Капітан-лейтенант (1 серпня 1944)

## Нагороди
- Залізний хрест
  - 2-го класу (7 червня 1940)
  - 1-го класу (12 грудня 1940)
- Нагрудний знак есмінця (24 грудня 1940)
- Нагрудний знак підводника з діамантами
  - знак (червень 1942)
  - діаманти (29 квітня 1945)
- Німецький хрест в золоті (11 травня 1944)
- Лицарський хрест Залізного хреста з дубовим листям
  - лицарський хрест (26 квітня 1944) — за досягнення командира підводного човна пізньої війни в найскладніших умовах, серед яких: потоплення американського вантажного корабля «Вільям С. Тавер» (7176 тонн), а також 2 есмінців протягом 7 походів (жодне потоплення не підтверджене післявоєнними дослідженнями); невдала атака радянського лінкора «Архангельськ». Бомбардування радянських радіостанцій Правди (18 вересня 1943) і Благополуччя (24 вересня 1943) з палубної гармати; неодноразове відволікання супроводження конвою, дозволяючи іншим підводним човнам атакувати.
  - дубове листя (№853; 29 квітня 1945) — за досягнення командира підводного човна пізньої війни в найскладніших умовах, серед яких: бомбардування радянської радіостанції Стерлігова (21 вересня 1944); заява про затоплення двох вантажних  кораблів (10 200 тонн); затоплення британського корвета «Bluebell».
- Відзначений у Вермахтберіхт (4 травня 1944)
- Фронтова планка підводника
  - в бронзі (1944)
  - в сріблі (1945)